# Свет погасших костров
Свет погасших костров (азерб. Dədə Qorqud) — советский 2-серийный эпический фильм 1975 года с элементами драмы и мелодрамы производства киностудии Азербайджанфильм, снятый на основе огузского эпоса  «Деде Горгуд».

## Сюжет
Деде Горхуд — мудрый старик, который является свидетелем бесчисленных человеческих бедствий, беспрецедентных войн и призывает народ к труду на земле. В фильме присутствуют такие чувства как любовь, дружба, братство и лояльность к родине, также присутствуют такие моменты как боевые действия и война.

## Создатели фильма

### В ролях
| Роль          | Исполнитель      | Озвучил на азербайджанском | Озвучил на русском   |
| ------------- | ---------------- | -------------------------- | -------------------- |
| Дед Коркут    | Гасан Мамедов    |                            | Алексей Алексеев     |
| Газан хан     | Хашим Гадоев     | Самандар Рзаев             | Феликс Яворский      |
| Бейрек        | Расим Балаев     |                            | Вадим Спиридонов     |
| Алп Аруз      | Гиви Тохадзе     | Шахмар Алекперов           | Владимир Дружников   |
| Гипчаг Малик  | Гамлет Курбанов  | Гамлет Ханызаде            | Владимир Ферапонтов  |
| Баничичек     | Лейла Шихлинская | Амина Юсиф кызы            | Светлана Швайко      |
| Бурла Хатун   | Шафига Мамедова  |                            | Мария Кремнёва       |
| Селджан       | Инара Гулиева    | Амалия Панахова            | Инна Выходцева       |
| Гараджа Чабан | Эльчин Мамедов   | Камал Худавердиев          | Александр Соловьёв   |
| Турал         | Фархад Юсифов    | Парвиз Багиров             | Сергей Мартынов      |
| Гюнель        | Динара Юсифова   |                            | Евгения Сабельникова |
| Ялынчыг       | Али Ахвердиев    | Алиаббас Гадиров           | Эдуард Изотов        |
| Бейбура       | Гюндуз Аббасов   |                            | Николай Граббе       |
| Баяндур хан   | Афрасияб Мамедов | Юсиф Велиев                | Г. Тамуну            |

Микаил Мирзаев — могильщик
Рафик Каримов
Самад Лазымов
Камал Худавердиев — Бейбеджан
И. Мухталиев
Мамедага Дадашов
С. Гафаров
Маяк Каримов — игид
Шамси Шамсизаде — игид
А. Ибрагимов
Р. Бахшиев
Энвер Хасанов — скакун
Н. Гаджибекова
Наталья Тагиева (как Наиля Багирова) — няня Гюнели
Ю. Мамедов
И. Алиев
Софа Баширзаде — няня
Фахри Гасанов — внук
Джамиля Атаева — служанка Гыпчаг Малика
Тариел Гасымов — Гылбаш
Джумрах Рагимов — человек Арузуна
Эльхан Ахадзаде 
Рафик Гасымов
Г. Салимов
Н. Магаррамов
Лейла Бадирбейли

### Административная группа
Автор сценария : Анар
Автор произведения : Анар
Режиссёр-постановщик : Тофик Тагизаде
Оператор-постановщик : Расим Исмайлов
Художник-постановщик : Надир Зейналов
Композитор : Эмин Сабитоглу
Звукооператор : Владимир Савин
Художник по костюмам : Бадура Афганлы
Художник-декоратор : Рафиз Исмаилов
Художники-гримёры : Н. Веслова, В. Березнякова
Режиссёр : Акиф Рустамов
Монтажёр : Тамара Нариманбекова
Ассистенты режиссёра : Самед Лазымов, Зия Шихлинский
Ассистенты оператора: Юрий Варновский, Вагиф Багиров, В. Романов, Рашид Нагиев
Ассистенты художника : Махмуд Асланов, А. Степанова
Ассистентка монтажёра : Эсмира Исмаилова
Второй оператор : Хамза Ахмедоглу
Вторые художники : Эдуард Абдуллаев, Мирза Рафиев
Хореограф : Рафига Ахундова, Магсуд Мамедов
Исполнители песен: Ялчын Рзазаде
Живопись : Тогрула Нариманбекова
Консультанты : Хамид Араслы (академик), Р. Эфендиев
Редактор : Ахмедага Гурбанов, Надежда Исмаилова
Директор фильма : Назим Алекперов
Режиссёр света : A. Mамедзаде
Режиссёр дубляжа : Алексей Алексеев
 Звукооператор дубляжа : Ю. Булкачкова
Фильм был дублирован на русский язык на студии "Мосфильм"